# Cinzia Pellegrino
Cinzia Pellegrino (Poggiardo, 17 luglio 1975) è una politica italiana.

## Biografia
Militante attiva e dirigente di Azione universitaria, milita dapprima in Alleanza Nazionale, poi nel Popolo della Libertà per approdare infine in Fratelli d'Italia.
Responsabile del Dipartimento Tutela Vittime del partito nella provincia di Roma, ne diventa nel 2016 coordinatore nazionale.
Alle elezioni politiche del 2022 si candida per un seggio al Senato della Repubblica nelle liste di Fratelli d'Italia nella circoscrizione Lazio, classificandosi come prima dei non eletti. Si insedia come senatrice il 9 maggio 2023, a seguito della morte del collega di partito Andrea Augello.